# 不扩散核武器条约
《不扩散核武器条约》（英語：Treaty on the Non-Proliferation of Nuclear Weapons），普遍称为《核不扩散条约》或NPT，也称作《防止核扩散条约》，是一项国际条约，目标是防止核武器和技术扩散，促进和平利用核能的合作，并进一步实现核裁军的目标。1965年至1968年间，该条约是由十八国裁军委员会谈判达成的，该委员会是一个由联合国资助的组织，总部设在瑞士日内瓦。
该条约于1968年开放签署，1970年生效。根据文本要求，25年后，缔约方于1995年5月举行会议，并同意无限期延长该条约。加入《不扩散核武器条约》的国家比其它裁军协定都多，这证明了该条约的重要性。截至2016年8月，已有191个国家成为该条约的缔约国，虽然朝鲜于1985年加入但从未遵守该条约，并在违反核心义务引爆核装置后于2003年宣布退出该条约。四个联合国会员国从未接受《不扩散核武器条约》，其中三个国家拥有或被认为拥有核武器：印度、以色列和巴基斯坦，2011年新成立的南苏丹也没有加入。
该条约将公認拥有核武的国家定义为1967年1月1日之前建造并测试核装置的国家；分别是美国（1945年）、俄罗斯（1949年）、英国（1952年）、法国（1960年）和中华人民共和国（1964年）。
《不扩散核武器条约》被视为基于一项核心协议：
《不扩散核武器条约》的无核国家同意永远不获取核武器，而拥核国家作为交换，同意和平分享核技术并寻求最终消除核武库的核裁军。
该条约每五年在称为审查会议的会议上进行审查。该条约最初的构想期限为25年，但缔约国在1995年5月11日纽约审议大会上一致决定无条件无限期延长该条约，这是美国政府努力的结果。
在提出NPT时，有人预测20年内将出现25-30个核武国家。与之相反，四十多年后，有五个国家不是《不扩散核武器条约》的缔约国，其中包括拥有核武器的仅有的四个国家。此外还采取了几项额外措施来加强《不扩散核武器条约》和更广泛的核不扩散制度，并使各国难以获得生产核武器的能力，包括核供应国集团的出口管制和国际原子能机构的强化核查措施附加议定书。
批评者认为，《不扩散核武器条约》无法阻止核武扩散或获取的动机。他们对核裁军进展有限表示失望，五个公認拥有核武国家的总库存仍为13,400枚。联合国的几位高级官员表示，他们对阻止各国使用核反应堆生产核武器无能为力。

## 条约结构

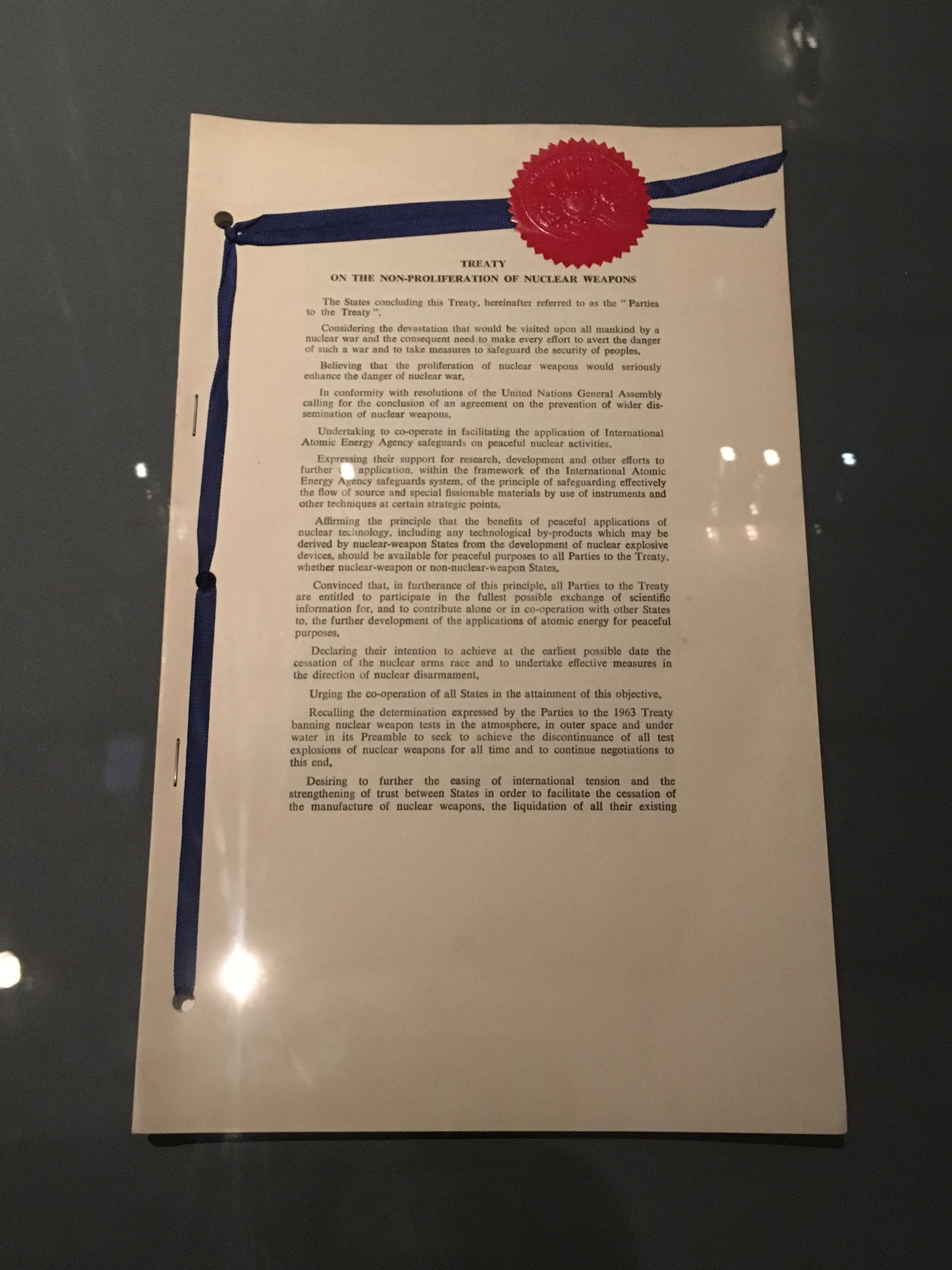
不扩散核武器条约

NPT由序言和十一条组成。虽然条约没有任何地方表达主要概念，但该条约有时被解释为三支柱体系：
1. 核武器扩散；
2. 核裁军；
3. 和平利用核技术的权利。[13]

这些条款相互关联，成员履行义务的有效为裁军奠定了重要基础，并使和平利用核能方面加强合作成为可能。获得和平核技术好处的权利随之而来的是防扩散的责任。裁军方面的进展加强了加强不扩散制度和强制遵守义务的努力，从而也促进了和平核合作。“支柱”概念受到一些人的质疑，他们认为《不扩散核武器条约》正如其名称所示，主要是关于防扩散，并担心“三大支柱”语言误导性地暗示这三个要素具有同等重要性。

### 第一支柱：防扩散
根据《不扩散核武器条约》第一条，核武器国家承诺不向任何接受者转让核武器或其他核爆装置，也不以任何方式协助、鼓励或诱导任何无核武器国家制造或获取核武器 。
根据《不扩散核武器条约》第二条，无核武器国家承诺不获取或控制核武器或其他核爆炸装置，也不寻求或接受制造此类装置的援助。
根据条约第三条，无核国家承诺接受国际原子能机构的保障监督，以核实其核活动仅用于和平目的。
NPT承认五个国家为核武器国家：中国（1992年签署）、法国（1992年）、苏联（1968年；义务和权利现由俄罗斯联邦承担）、英国（1968年）和 美国（1968年），它们也是联合国安理会的五个常任理事国。
这五个国家同意不转让“核武器或其他核爆装置”，并且“不以任何方式协助、鼓励或诱导”无核武器国家 (NNWS) 获取核武器。《不扩散核武器条约》的无核武器国家缔约方同意不“接收”、“制造”或“获取”核武器，或“寻求或接受制造核武器的任何援助”（第二条）。无核武器国家各方还同意接受国际原子能机构 (IAEA) 的保障措施，以核实它们不会将核能从和平用途转用于核武器或其他核爆炸装置（第三条）。
五个核武器国家已承诺不会对非核武器国家使用核武器，除非是为了应对核攻击或与核武器国家结盟的常规攻击。然而，这些承诺尚未正式纳入条约，具体细节也随着时间的推移而变化。从1959年到1991年，美国也拥有针对非核武器国家的朝鲜的核弹头。前英国国防部长杰夫·胡恩也明确援引了使用该国核武器的可能性作为回应。2006年1月，法国总统雅克·希拉克表示，法国发生的一次国家支持的恐怖主义事件可能引发旨在摧毁“流氓国家”权力中心的小规模核报复。

### 第二支柱：裁军
根据《不扩散核武器条约》第六条，所有缔约方承诺就停止核军备竞赛、核裁军和全面彻底裁军的有效措施进行真诚谈判。
第六条是多边条约中核武器国家对裁军目标唯一具有约束力的承诺。序言中确认了条约签署国缓解国际紧张局势和加强国际信任的愿望，便于为停止生产核武以及消除核武、特别是全面彻底裁军条约创造条件。
第六条的措辞可以说只是对所有《不扩散核武器条约》签署国施加了一项模糊的义务，即朝着核裁军和全面裁军的总体方向前进，它说：“条约各缔约国承诺真诚地就有关核裁军和彻底裁军的有效措施进行谈判。早日停止核军备竞赛、核裁军以及全面彻底裁军条约。”根据这种解释，第六条并不严格要求所有签署国实际缔结裁军条约。 相反，它只要求他们“真诚地进行谈判”。
另一方面，尤其是属于不结盟运动的无核武国家，将第六条的措辞解释为构成《不扩散核武器条约》承认的核武器国家裁军的正式和具体义务 ，并辩称这些国家未能履行其义务。国际法院在其1996年7月8日发布的关于威胁或使用核武器的合法性的咨询意见中，一致解释了第六条的暗示:
我们有义务真诚地进行并完成谈判，以在严格和有效的国际监督下实现全面核裁军。
国际法院的意见指出，这项义务涉及所有《不扩散核武器条约》缔约国（而不仅仅是核武器国家），并且没有提出核裁军的具体时间框架。
《不扩散核武器条约》承认的核武器国家（美国、俄罗斯、中国、法国和英国）的批评者有时会认为，他们认为《不扩散核武器条约》承认的核武器国家未能解除核武器武装， 特别是在后冷战时代，激怒了一些《不扩散核武器条约》非核武器签署国。这些批评者补充说，这种失败为无核武器签署国退出《不扩散核武器条约》并发展自己的核武库提供了理由。
其他观察家认为，扩散与裁军之间的联系也可能以相反的方式发挥作用，例如未能解决伊朗和朝鲜的扩散威胁将削弱裁军的前景。目前没有核武器 这种论点认为，武器国家会认真考虑消除其最后的核武器，但又不相信其他国家不会获得这些武器。一些观察家甚至认为，超级大国在裁军方面取得的进展——导致销毁了数以千计的武器和运载系统——最终可能通过提高核武器的战略价值而使拥有核武器更具吸引力。正如一位美国官员和《不扩散核武器条约》专家在2007年警告的那样，“逻辑表明，随着核武器数量的减少，核武器作为军事力量工具的‘边际效用’会增加。在极端情况下，这正是裁军的希望 如果要制造的话，即使是一两枚核武器的战略效用也将是巨大的。”

### 第三支柱：和平利用核能
《不扩散核武器条约》第四条承认所有缔约国均有权根据防扩散义务为和平目的发展核能并从该领域的国际合作中受益，第四条也鼓励这种合作。所谓的第三支柱规定，为了和平目的，向《不扩散核武器条约》缔约方转让核技术和材料，以发展这些国家的民用核能计划，但须接受国际原子能机构的保障监督，以证明其核计划没有被用于发展核武计划。
由于商业上流行的轻水反应堆核电站使用浓缩铀，因此各国必须能够浓缩铀或在国际市场上购买铀。时任国际原子能机构总干事穆罕默德·巴拉迪称浓缩和后处理能力的扩散是核不扩散制度的“阿喀琉斯之踵”。截至2007年，已有13个国家拥有浓缩铀能力。
在20世纪60年代和70年代，通过美国和平原子计划和类似的苏联计划，向许多国家（近 60个国家）提供了以武器级高浓缩铀 (HEU) 为燃料的研究反应堆。80年代出于扩散担忧，美国启动了一项将高浓缩铀研究堆改造为使用低浓缩燃料的计划。然而，2015年有26个国家拥有超过1公斤的民用高浓铀，截至2016年，用于民用研究的高浓铀库存为60吨，有74个研究堆仍在使用高浓铀。
由于裂变材料的可用性长期以来被认为是一个国家核武器发展努力的主要障碍和“调速因素”，因此美国在2004年宣布将其作为防止铀浓缩和钚进一步扩散的政策重点。人们担心，拥有能力的国家实际上可以选择利用这种能力按需生产用于武器的裂变材料，从而获得所谓的“虚拟”核武器计划。因此，尽管ENR技术具有潜在的严重扩散影响，但NPT成员国对ENR技术的“权利”程度处于围绕第四条含义及其与第一条、第二条和第三条关系的政策和法律辩论的前沿。
作为无核武器国家成为《不扩散核武器条约》缔约方的国家有着不制造核武器的良好记录，尽管有些国家曾尝试过，其中一个国家最终退出了《不扩散核武器条约》并获得了核武器。 国际原子能机构认定伊拉克违反了保障义务，并受到联合国安理会的惩罚性制裁。朝鲜从未遵守其《不扩散核武器条约》保障协议，并多次因这些违反行为而被指控，后来退出了《不扩散核武器条约》并测试了多个核装置。伊朗在一项不寻常的非协商一致决定中被发现未遵守其《不扩散核武器条约》保障义务，因为它“在很长一段时间内多次未能”报告其浓缩计划的各个方面。1991年，罗马尼亚报告了前政权此前未申报的核活动，国际原子能机构向安理会报告了这一违规行为。利比亚曾实施秘密核武器计划，但于2003年12月放弃。国际原子能机构向联合国安理会报告了叙利亚不遵守保障监督的情况，但安理会没有采取行动。
在一些地区，所有邻国都可证实没有核武器，这一事实减少了个别国家可能感到自己制造这些武器的压力，即使众所周知邻国拥有和平核能计划，否则可能会引起怀疑。在这方面，该条约按设计发挥作用。
2004 年，穆罕默德·巴拉迪表示，据估计，有35到40个国家可能拥有开发核武器的能力。

## 主要条款
第一条：每个核武国家（NWS）承诺不向任何接受者转让核武器或其他核爆炸装置，也不协助任何无核武器国家制造或获取此类武器或装置。
第二条：每个非核武器国家承诺不从任何来源接收核武器或其他核爆炸装置；不制造或获取此类武器或装置；并且在制造过程中不接受任何帮助。
第三条：每个非核武器国家承诺与国际原子能机构缔结一项协议，将其保障措施适用于该国所有和平核活动中的所有核材料，并防止此类材料转用于核武器或其他核爆炸装置。
第四条：（1）：本条约的任何规定均不得解释为影响条约所有缔约方不受歧视并按照本条约第一条和第二条的规定为和平目的开展研究、生产和使用核能的不可剥夺的权利 。
（2）：所有条约缔约方承诺促进并有权参与尽可能充分地交流和平利用核能的设备、材料和科学技术信息。有能力的条约缔约方也应进行合作，单独或与其他国家或国际组织共同促进进一步发展核能和平利用，特别是在无核武的条约缔约国，适当考虑世界发展中地区的需要。
第六条：各方“承诺就早日停止核军备竞赛和核裁军的有效措施以及严格有效国际监督下的全面彻底裁军条约进行真诚谈判”。
第九条：“就本条约而言，核武器国家是指在1967年1月1日之前制造并爆炸核武器或其他核爆炸装置的国家。”
第十条：规定提前3个月通知退出条约的权利。它还确定了条约的期限（1995年延期倡议之前25年）。

## 历史

各国批准或加入《不扩散核武器条约》的时间：
蓝：第一个十年（1968年至1977年）
绿：第二个十年（1978年至1987年）
橘：第三个十年及以后（1988年起）
红：从未签署（印度、以色列、巴基斯坦、南苏丹）

《不扩散核武器条约》的推动是对拥有核武器国家的担忧。人们认识到，不仅美国和苏联之间的平衡关系是脆弱的，而且更多拥核国家更会将降低安全，增加误判、事故、未经授权使用武器、紧张局势升级和核冲突的风险。自1945年广岛与长崎原子弹爆炸以来，各国核能力的发展显然可以将核技术与核材料转化为核武器目的。因此，防止此类转移的问题成为和平利用核能的中心问题。
1946年就开始尝试建立一个使所有国家在适当保障监督下获得核技术的国际体系，但初步努力因为大国之间严重的政治分歧而于1949年终止，最终未能实现这一目标。美国和苏联都已经试验了核武器，并开始建立自己核武器库存。
1953年12月，美国总统德怀特·D·艾森豪威尔在联合国大会第八届会议上提出的“原子促进和平”提案中，敦促建立一个国际组织，传播和平核技术，同时防止核技术的发展以及其他国家的核武能力。他的提议导致1957年成立了国际原子能机构（IAEA），担负着推广和控制核技术的双重责任。原子能机构的技术活动始于1958年。1961年建立的小型核反应堆临时保障制度但在1964年被范围较大的新制度所取代，并在接下来的几年中扩大到更多的核设施。近年来，加强原子能机构保障监督制度有效性和效率的努力最终于1997年5月获得原子能机构理事会批准了附加议定书范本。
早在1957年，联合国就开始有关核不扩散原则进行谈判。《不扩散核武器条约》进程由爱尔兰外交部长弗兰克·艾肯于1958年启动。《不扩散核武器条约》在早期获得了巨大的推动力。到20世纪60年代中期，维护核不扩散的国际行为规范条约结构已经变得清晰，到1968年，一项防止核武器扩散、促进核能合作的条约达成了最终协议。包括和平利用核能，进一步实现核裁军目标。该协议于1968年开放供签署，芬兰是第一个签署的国家。冷战结束和南非种族隔离结束后，加入条约成为了普遍现象。1992年，中华人民共和国和法国加入了《不扩散核武器条约》，成为该条约承认的五个拥核国家中最后加入该条约的国家。
条约第十条规定，在其生效25年后召开一次会议，以决定该条约是否应无限期继续有效，或再延长一个或多个固定期限。因此，在1995年5月举行的《不扩散核武器条约》审议和延期大会上，条约缔约国未经表决即同意无限期延长该条约，并决定每五年举行一次审议大会。巴西于1998年加入《不扩散核武器条约》后，唯一未签署的无核武器国家是古巴，古巴于2002年加入了《不扩散核武器条约》（以及《拉丁美洲及加勒比海地区禁止核武器条约》）。
一些缔约国已经放弃了核武器或核计划。南非曾实施了一项核武器计划，但在销毁小型核武库后放弃了核武计划并于1991年加入了条约；此后，其余非洲国家也陆续签署条约。
拥有核武器的苏联加盟国，即乌克兰、白俄罗斯和哈萨克斯坦，在签署《布达佩斯安全保障备忘录》后，于1994年将核武器转让给俄罗斯销毁并加入了《不扩散核武器条约》。
南斯拉夫解体和捷克斯洛伐克解体的继承国也在独立后不久也加入了条约。黑山和东帝汶分别于2006年和2003年独立成为最后加入条约的国家；与美国签订自由联合协定的密克罗尼西亚联邦于1995年与瓦努阿图一起加入了《不扩散核武器条约》。
南美洲主要国家阿根廷、智利和巴西于1995年和1998年加入。阿拉伯半岛国家包括1988年沙特阿拉伯和巴林、1989年卡塔尔和科威特、1995年阿联酋和1997年阿曼。摩纳哥和安道尔等欧洲国家分别于1995年和1996年加入。20世纪90年代加入的还有缅甸（1992年）和圭亚那（1993年）。

### 美国与北约共享核武器
在条约谈判期间，北约已经制定了秘密核武器共享协议，美国根据该协议提供核武器，供其他北约国家部署和储存。一些人认为这是违反条约第一条和第二条的扩散行为。一种反驳观点是，美国控制着北约成员国境内储存的武器，并且无意转让这些武器或控制这些武器，“除非并且直到做出开战决定，而在这种情况下，条约会再受到控制”，因此不存在违反《不扩散核武器条约》的情况。这些协议已向包括苏联在内的少数几个正在进行条约谈判的国家披露，但大多数1968年签署《不扩散核武器条约》的国家并不知道这些秘密协议。
距估计，截至2005年，美国仍根据核共享协议提供约180枚B-61战术核子弹供比利时、德国、意大利、荷兰和土耳其使用。许多国家和不结盟运动依然认为这违反了条约第一条和第二条，并正在施加外交压力以终止这些协议。他们指出，北约“无核”国家的飞行员和其他工作人员练习处理和投送美国核弹，非美国战机也被改装来投送美国核弹，这肯定涉及到一些核技术的转让以及武器信息。北约则认为“核力量继续在预防战争中发挥重要作用，但它们现在的作用在根本上是政治性的”。
美国的核共享政策最初目的是帮助防止核武器扩散，尤其向西德保证，在与华沙条约组织发生战争的情况下，说服西德不要发展独立的核能力，而是使用美国的核武器进行自卫。然而直到战争爆发之前，这些武器仍将掌握在美国手中。它的重点是限制拥有自己核武器计划的国家核扩散，帮助确保北约盟国不会选择放弃核武器。多年来，美国情报评估中一直讨论西德是一个有潜力发展自己的核武器能力的国家。

### 俄罗斯在白俄罗斯部署武器的准备工作
2022年2月27日，即俄罗斯入侵乌克兰后不久，白俄罗斯举行了全民公投，以取消宪法禁止在其领土上部署核武器的规定。2022年6月25日，白俄罗斯总统卢卡申科会见俄罗斯总统普京，讨论在白俄罗斯境内部署俄罗斯短程核导弹的问题。核弹头的转移可能需要几年后才能做出进一步决定，并且可能与北约未来的决定挂钩。
在白俄罗斯，俄罗斯计划部署具有核能力的伊斯坎德尔-M导弹系统。该计划将提供常规版本和核版本。此外普京表示，将促进白俄罗斯Su-25攻击机携带核导弹所需的改装。
2022年2月，白俄罗斯通过了全民公投，修改了宪法，废除了禁止在白俄罗斯部署核武器的规定。
2023年6月14日，卢卡申科表示，俄罗斯已开始将战术核武器运入白俄罗斯境内。俄罗斯总统曾表示，这些武器的转移是“作为一种威慑措施”，以应对针对俄罗斯国家地位的威胁，并且不会由白俄罗斯控制。北约没有发现俄罗斯核武发生变化的证据，而乌克兰情报部门表示尚未转移任何弹头。

## 非缔约国
印度、以色列、巴基斯坦和南苏丹四个国家从未签署过该条约。印度和巴基斯坦已公开披露核武计划，而以色列长期以来对其核计划采取故意模糊的政策。

### 印度
印度曾于1974年和1998年进行两次核试验。据估计，印度拥有足够的裂变材料制造150多枚核弹头，并且是少数几个实行“不首先使用核武器”政策的国家之一，该政策承诺除非先受到核武攻击，否则不会使用核武器。2010年10月21日，印度国家安全局希夫尚卡尔·梅农在新德里国防学院金禧庆典上发表讲话，标志着从“不首先使用核武器”到“不首先对非核武器国家使用核武器”的重大转变。梅农说，这反映了印度的“战略文化，强调最小威慑”。
印度辩称，《不扩散核武器条约》将核武器的合法拥有权限制在1967年之前进行过核武器试验的国家，从而创建了一个“有核国家”俱乐部和一个更大的“无核国家”群体，但该条约从未解释其道德依据是什么。时任外交部长普拉纳布·慕克吉在2007年访问日本时表示：“印度没有签署《不扩散核武器条约》，并不是因为它缺乏防扩散承诺，而是因为我们认为《不扩散核武器条约》是一个有缺陷的条约，它没有认识到普遍、非歧视性核查和待遇的必要性。”尽管已经就建立包括印度和巴基斯坦在内的南亚无核区进行了非正式讨论，但在可预见的时间内被认为是不可能的。
2006年3月，印度和美国不顾国内批评，敲定了一项重启民用核技术合作的协议。根据协议，印度承诺将其22座核电站中的14座列为民用核电站，并将其置于国际原子能机构的保障监督之下。时任国际原子能机构总干事穆罕默德·巴拉迪对这项协议表示欢迎，称印度是“防扩散制度的重要伙伴”。
2006年12月，美国国会批准了《美国-印度和平原子能合作法案》，认可了曼莫汉·辛格总理2005年7月访问美国期间达成的一项协议，并在布什总统2006年初访问印度期间巩固了这一协议，该立法允许向印度转让民用核材料。 尽管其处于《核不扩散条约》之外，但由于印度良好的防核武器扩散记录以及印度快速工业化和十亿多人口所推动的能源需求，才允许与印度进行核合作。
2008年8月1日，国际原子能机构批准了《印度保障监督协定》，2008年9月6日，印度在奥地利维也纳举行的核供应国集团（NSG）会议上获得了豁免。该共识是在克服奥地利、爱尔兰和新西兰疑虑后达成的，是尚未签署《不扩散核武器条约》和《全面禁止核试验条约》的国家迈出的史无前例的一步。而印度可以与其他愿意的国家开展核贸易。美国国会批准了该协议，布什总统于2008年10月8日签署。
当中国2010年宣布扩大与巴基斯坦的核合作时，军备控制的支持者谴责了这两项协议，声称它们为非《不扩散核武器条约》缔约国的核计划提供了便利，从而削弱了条约。
截至2011年1月，澳大利亚作为三大铀生产国和世界上已知储量最大的国家，即使面临印度的外交压力，但依然拒绝向印度出口铀。
2011年11月，澳大利亚总理朱莉娅·吉拉德宣布希望允许向印度出口，这一政策变于12月获得其政党全国会议的批准。接下来的一个月，吉拉德推翻了澳大利亚长期以来禁止向印度出口铀的禁令。她进一步表示，“我们应该做出符合国家利益的决定，即在亚洲世纪加强我们与印度的战略伙伴关系的决定”，并表示任何向印度出售铀的协议都将包括严格的保障措施，以确保它只会用于民用目的，并且不会成为核武器。
2014年9月5日，吉拉德的继任者澳大利亚总理托尼·阿博特签署了一项向印度出售铀的民用核协议。

### 巴基斯坦
1998年5月，继印度早些时候进行核试验后，巴基斯坦进行了两次核试验：贾盖一号和贾盖二号。尽管公开信息很少，但截至2015年，巴基斯坦估计拥有多达120枚弹头。根据卡内基国际和平基金会和史汀生中心的分析，巴基斯坦拥有足够制造350枚弹头的裂变材料。
有巴基斯坦官员认为《不扩散核武器条约》具有歧视性。2015年的一次新闻发布会上，当被问及如果美国要求的话，巴基斯坦是否会签署《不扩散核武器条约》时，外交部长阿萨兹·艾哈迈德·乔杜里回答道：“这是一项歧视性条约。巴基斯坦有权自卫，因此巴基斯坦不会签署《不扩散核武器条约》。”我们为什么要这样做？”巴基斯坦一直坚持如果印度签署《不扩散核武器条约》，巴基斯坦也会签署。直到2010年，巴基斯坦放弃了这一历史性立场，但表示只能作为受承认的拥核国家加入《不扩散核武器条约》。
核供应国集团目前排除所有主要供应商向巴基斯坦出口核材料，只有极少数例外，因为巴基斯坦没有全面的国际原子能机构保障措施（即对其所有核活动的保障措施）。巴基斯坦一直试图与印度达成类似的协议，但这些努力遭到了美国和其他核供应国集团成员的拒绝，理由是巴基斯坦的核扩散记录使其不可能与印度达成任何协议。
2010年，中国以“和平”协议为由与巴基斯坦签署了民用核协议。英国对此提出批评，理由是“与巴基斯坦达成民用核协议的时机尚未成熟”。中国没有寻求核供应国集团的正式批准，而是声称，当中国加入核供应国集团时，与巴基斯坦的合作是“祖父级”的，这一说法遭到其他核供应国集团成员的质疑。巴基斯坦于2016年5月19日申请加入，得到了土耳其和中国的支持。但是，许多NSG成员因过往记录而反对巴基斯坦的加入申请，包括巴基斯坦科学家的非法采购网络。巴基斯坦曾援助了伊朗、利比亚和朝鲜的核计划。巴基斯坦官员于2016年8月重申了这一要求。

### 以色列
以色列对核计划长期采取模糊政策。自1958 年，以色列一直在内盖夫的迪莫纳基地开发核技术，一些防扩散分析人士估计，以色列可能已经储存了100至200枚再处理钚弹头。对《不扩散核武器条约》的立场是用“以色列的特殊性”来解释的，这是杰拉尔德·M·斯坦伯格教授创造的一个术语，认为以色列面积小、整体脆弱、以及外部威胁，所以为了防止邻国的大规模攻击，需要核威慑能力。
以色列从未承认或否认拥有核武器，但在以色列核技术员莫迪凯·瓦努努（后来因叛国罪被以色列逮捕并判刑）向英国《星期日泰晤士报》发表有关该计划的证据后，现在被视为公开的秘密。
2009年9月18日，国际原子能机构大会通过了一项关于“以色列核能力”的决议，呼吁以色列开放其核设施接受国际原子能机构检查，并遵守《核不扩散条约》。49票同意，45票反对16票弃权。以色列首席代表表示，“以色列不会在任何事项上配合这项决议。”类似决议在2010年、2013年、2014年和2015年均被否决。与巴基斯坦一样，核供应国集团目前排除所有主要供应商向以色列出口核产品。

## 其他国家

### 朝鲜
朝鲜于1985年12月12日加入条约，以获得苏联援助建造的四座轻水反应堆，但在1992年-1993年进行的一系列检查后被裁定不遵守国际原子能机构的保障协定，并确定朝鲜尚未完全公布其在宁边核设施进行的乏燃料后处理。作为回应，朝鲜于1993年3月12日宣布打算退出该条约，比尔·克林顿总统则宣布制裁并考虑采取军事行动。危机最后以美国前总统吉米·卡特谈判达成的框架协议结束，其中朝鲜同意在国际原子能机构的监督下冻结钚生产设施并建造新反应堆，以换取两座轻水反应堆和通过美国运输重燃料油，朝鲜也放弃退出《不扩散核武器条约》。
90年代末和2000年代初，对该协议的批评者以及克林顿的继任者乔治·W·布什都对朝鲜遵守该协议的情况表示怀疑。2002年谈判期间，美国助理国务卿詹姆斯·A·凯利指责朝鲜实施秘密高浓缩铀计划；朝鲜外交部第一副部长姜锡柱和副部长金桂冠否认这些指控，但也坚称朝鲜有权拥有核武器。美国随后于2002年12月停止向朝鲜运送燃料油，朝鲜政府于2003年1月10日再次发出退出《不扩散核武器条约》的通知，于2003年4月10日生效，朝鲜成为第一个退出该条约的国家。
2003年4月，朝鲜同意由中国主办、美国、韩国、俄罗斯和日本参加的六方会谈，寻求外交解决方案。朝鲜最初要求恢复燃料运输，而美国则要求“彻底、可核查和不可逆转地废除”朝鲜核计划。2005年2月10日，朝鲜公开宣布拥有核武器并退出六方会谈。朝鲜外交部就该问题发表声明:“我们已经采取了退出《核不扩散条约》的坚决行动，并制造了用于自卫的核武器，以应对布什政府一贯毫不掩饰的孤立和扼杀朝鲜民主主义人民共和国的政策，”六方会谈于2005年7月恢复。
2005年9月19日，朝鲜同意达成初步协议。根据协议，朝鲜将废弃所有核武器和生产设施，重新加入《不扩散核武器条约》，并被重新接纳国际原子能机构视察员。根据1994年框架协议，供应轻水反应堆以取代朝鲜本土核电站计划的难题有待未来讨论解决。第二天，朝鲜重申了观点，即在获得轻水反应堆之前，朝鲜不会拆除其核武库或重新加入《不扩散核武器条约》。在美国国务院根据《美国爱国者法案》第311条制裁三角洲银行涉及朝鲜账户的洗钱行为后，六方会谈最终在达成最终协议之前破裂。
2006年10月2日，朝鲜外交部宣布朝鲜计划“在未来”进行核试验，但没有说明具体时间。2006年10月9日，美国地质调查局在朝鲜金策以北70公里处检测到一次4.3级地震，表明正在进行核试验。朝鲜不久后宣布，他们已经成功完成了核裂变装置的地下试验。联合国安理会第1718号决议对朝鲜实施制裁后，六方会谈恢复。2007年2月，双方同意了执行联合声明的初步行动，其中朝鲜将拆除其核武器计划，包括宁边反应堆，以换取汇业银行归还冻结的资金和外国能源援助。然而，该协议因核查问题而失败，在谴责朝鲜2009年的导弹试验、驱逐所有美国和国际原子能机构视察员后，朝鲜于2009年全面退出六方会谈。作为回应，联合国通过了联合国安全理事会第1874号决议，扩大了制裁制度。
2007年，来自美国的报告表明，2002年美国中央情报局的报告称朝鲜正在开发浓缩铀武器计划，导致朝鲜退出《不扩散核武器条约》。除了媒体指控，公共记录中仍然有一些信息表明存在铀矿开采活动。除了朝鲜第一副相康石柱曾一度承认存在铀浓缩计划这一事实之外，巴基斯坦总统穆沙拉夫还透露其向朝鲜提供了许多为铀浓缩而设计的气体离心机。此外，媒体还援引美国官员的话说，在拆除利比亚大规模杀伤性武器计划中获得的证据表明，朝鲜是利比亚六氟化铀的来源，如果属实，这将意味着朝鲜拥有铀转化设施，用于生产利比亚的六氟化铀。朝鲜于2009年9月正式宣布存在铀浓缩计划。
2011年，在朝鲜核计划紧张局势升级、韩国天安号沉没事件以及延坪岛炮战之后，朝鲜开始表示有兴趣重返六方会谈。金正日去世后，朝鲜和美国之间的双边谈判达成了2012年2月29日的“闰日协议”，其中朝鲜同意允许国际原子能机构进行检查并恢复六方会谈。然而，外交成果很快就因Unha-3火箭的发射而被削弱，导致美国暂停粮食援助。朝鲜于2013年、2016年1月、2016年9月和2017年进行了进一步的核试验，并宣布正在开发小型弹头和洲际弹道导弹。朝鲜还声称在2016年1月和2017年的试验中成功研制出了热核武器。朝鲜核武器的发展导致了2017—2018年朝鲜危机，几乎导致战争，朝鲜最高领导人金正恩和美国总统唐纳德·特朗普都威胁采取军事行动。金正恩、美国国务卿迈克·蓬佩奥和韩国总统文在寅举行了一系列会晤，最终以特朗普和金正恩举行的2018年朝美峰会为高潮，这场危机得到了避免。自2013年以来，国际原子能机构一直呼吁朝鲜重新加入《不扩散核武器条约》。

### 伊朗
伊朗自1970年以来一直是《不扩散核武器条约》的缔约国，但被发现不遵守《不扩散核武器条约》的保障协定，其核计划的地位仍然存在争议。2003年11月，国际原子能机构总干事穆罕默德·巴拉迪报告说，伊朗在很长一段时间内多次未能履行《不扩散核武器条约》规定的以下方面的保障义务：
- 报告进口到伊朗的核材料；
- 报告进口核材料的后续加工和使用；
- 申报储存和加工核材料的设施和其他地点。[100]

经过欧盟主导的外交努力以及伊朗暂时中止其铀浓缩计划后，国际原子能机构理事会根据《国际原子能机构规约》第XII.C条行事，在一项罕见的非协商一致决定中发现，12票弃权：这些失败构成了对原子能机构保障协定的不遵守。2006年，这一情况被报告给联合国安理会，随后安理会通过了一项决议，要求伊朗暂停浓缩活动。但相反，伊朗恢复了其浓缩计划。
国际原子能机构已经能够核实伊朗已申报的核材料没有被转用，并正在继续核实不存在未申报的活动。2008年2月，国际原子能机构还报告说，它正在根据某些成员国提供的文件，致力于解决“所谓的武器化研究”，这些国家声称这些研究源自伊朗。伊朗否认这些指控“毫无根据”，并将这些文件视为“捏造”。2009年6月，国际原子能机构报告称，伊朗“没有就剩余问题与原子能机构合作......需要澄清这些问题，以排除伊朗核计划军事层面的可能性。”
美国得出结论认为伊朗违反了《不扩散核武器条约》第三条保障义务，并根据间接证据进一步辩称伊朗的浓缩计划是用于武器目的，因此违反了伊朗第二条防扩散义务。2007年11月的美国国家情报总监 (NIE) 随后得出结论称，伊朗已于2003年秋季停止了一项正在进行的核武器计划，并且截至2007年中期该计划仍处于停止状态。不过，NIE的“关键判断”也明确表示，伊朗在2003年实际上停止的只是“核武器设计和武器化工作以及秘密铀转化相关和铀浓缩相关工作”——即伊朗核计划的那些方面。那时尚未向媒体泄露并成为国际原子能机构调查的对象。
由于伊朗在纳坦兹的铀浓缩计划以及其在阿拉克的重水反应堆的持续工作，该反应堆将是钚生产的理想选择，几年前就与国家执行局讨论的武器化工作一起秘密开始，目的是发展核武器，许多观察家发现伊朗裂变材料生产能力的持续发展明显令人担忧。特别是因为裂变材料的可用性长期以来一直被认为是核武器发展的主要障碍和武器计划的主要“节奏要素”，因此据报道伊朗暂停武器化工作的事实可能意义不大。正如布什政府国家情报总监 (DNI) 迈克·麦康奈尔在2008年所说，伊朗据称暂停的工作方面“可能是该计划中最不重要的部分。”
伊朗表示，根据《不扩散核武器条约》，它拥有为和平目的进行浓缩铀的合法权利，并进一步表示，它“一直遵守《不扩散核武器条约》和《国际原子能机构规约》规定的义务”。伊朗还表示，其浓缩计划是其民用核能计划的一部分，这是《不扩散核武器条约》第四条所允许的。不结盟运动欢迎伊朗与国际原子能机构继续合作，并重申伊朗和平利用核技术的权利。
在2007年至2016年担任联合国秘书长期间，潘基文欢迎伊朗与国际原子能机构之间继续进行对话，他敦促和平解决这一问题。
2010年4月，在美俄签署《新削减战略武器条约》期间，奥巴马表示，美国、俄罗斯和其他国家要求伊朗承担不履行《核不扩散条约》义务的后果。“我们不会容忍藐视《不扩散核武器条约》、在重要地区冒军备竞赛风险、威胁国际社会信誉和我们集体安全的行为。”
2015年，伊朗与伊核问题六国谈判达成了一项核协议，P5+1是由联合国安理会常任理事国（中国、法国、俄罗斯、英国和美国）和德国组成的国家集团。2015年7月14日，P5+1与伊朗缔结了《联合全面行动计划》，解除对伊朗的制裁，以换取国际原子能机构对伊朗核活动的限制和加强核查。2018年5月8日，唐纳德·特朗普总统宣布美国退出《联合全面行动计划》，并重新对伊朗实施制裁。
2025年六月，以色列突襲伊朗的核設施；伊朗外交部發言人於16日表示：國會正在準備退出《不扩散核武器条约》的議案，但伊朗仍反對開發大規模毀滅性武器。

### 南非
南非是唯一一个自行研制核武并随后拆除的国家，与前苏联国家乌克兰、白俄罗斯和哈萨克斯坦不同，这些国家继承了前苏联的核武器，并以无核武器国家的身份加入了《不扩散核武器条约》。
在南非种族隔离时期，政府对黑人起义和共产主义的威胁产生了深深的恐惧。这导致了南非制定秘密核武计划作为最终威慑力量。南非拥有大量铀矿，这些铀是在该国的金矿中开采的。政府在比勒陀利亚附近的佩林达巴建立了一座核研究设施。
1991年，迫于国际压力且政府更换迫在眉睫，南非驻美国大使哈利·施瓦茨签署了《核不扩散条约》。1993年，时任总统弗雷德里克·威廉·德克勒克公开承认该国已发展出有限的核武器能力。这些武器随后在南非加入《不扩散核武器条约》并接受国际原子能机构检查之前被拆除。1994年，国际原子能机构完成工作并宣布该国已完全废除核武计划。

### 利比亚
利比亚于1968年签署并于1975年批准《核不扩散条约》，并接受国际原子能机构保障监督检查，但违反其《不扩散核武器条约》义务，阿卜杜勒·卡迪尔·汗利用利比亚提供的材料和技术进行秘密核武器开发计划，其中包括据称源自中国的核武器设计。2003年3月，利比亚开始与美国和英国就消除大规模杀伤性武器计划的可能性进行秘密谈判。
2003年12月，利比亚宣布同意消除所有大规模杀伤性武器计划，并允许美国和英国小组以及国际原子能机构视察员进入利比亚协助这一进程并核实完成情况。美国从利比亚运走了核武器设计材料、用于浓缩铀的气体离心机和其它设备（包括改进型飞毛腿导弹原型）。随着利比亚加入《禁止化学武器公约》，利比亚的化武库存也在国际核查下被现场销毁。利比亚不遵守国际原子能机构保障监督的情况已向联合国安理会报告，但没有采取任何行动，因为利比亚恢复了遵守保障措施。
2011年，在联合国安全理事会第1973号决议的支持下，北约对利比亚内战发动军事干预，穆阿迈尔·卡扎菲领导的利比亚政府在第一次利比亚内战中被推翻。卡扎菲同意消除核武器计划的内容被朝鲜多次引用，朝鲜将卡扎菲的命运视为一个“警示故事”，尽管朝鲜也面临无核化压力，但仍决定维持和加强其核武计划。

### 中華民國
中華民國是《不扩散核武器条约》的原始締約國之一，1970年1月27日交存批准書，承諾不獲取與發展核武。1971年中華民國退出聯合國後，與美國和國際原子能總署簽署三邊協議，聲明繼續遵守本約條款及其二項国际原子能机构的保障措施 INFCIRC/133 和 INFCIRC/158，但於1972、1976與1988年被多次發現違規取締而令停。
中華民國自1949年退守臺灣到1980年代末，曾實施多項大規模毀滅性武器的研發計畫；1988年1月20日，美國在台協會台北辦事處處長丁大衛面見參謀總長郝柏村，提示1986年美國偵察衛星的照相，發現在臺灣南部的九鵬基地有小型核爆，要求確實執行美國總統雷根總統和中華民國總統李登輝終止核武研發的協定，於1991年前清點核燃料棒數量並全部運回美國。此外，中華民國國軍缺乏有效的遠射武器投放機制，即使擁有核武器也可能無法實用於戰鬥。目前沒有證據顯示中華民國擁有包括核武在內的任何大規模毀滅性武器。然而，冷戰時期中華民國與中華人民共和國的緊張局勢加劇期間，美國曾在臺灣部署核武器。

### 叙利亚
叙利亚自1969年以来一直是《不扩散核武器条约》的缔约国，并拥有有限的民用核计划。据了解，在叙利亚内战爆发之前，叙利亚仅运行了一座由中国制造的小型核研究堆SRR-1。尽管叙利亚是中东无大规模杀伤性武器区的支持者，但叙利亚仍被指控在代尔祖尔省的沙漠中利用核设施实施军事核计划。核反应堆的部件可能是在朝鲜设计和制造的，因为形状和尺寸与朝鲜宁边核科学研究中心惊人相似。这一信息引起了以色列军方和情报部门的警觉，以色列于2007年9月6日发动“果园行动”，多达八架以色列空军飞机参与空袭。核反应堆在袭击中被毁，大约十名朝鲜工人也因此丧生。这次袭击并没有引起国际社会的强烈抗议，也没有引起叙利亚任何严重的报复行动，因为双方都试图保守秘密。以色列不想公开违反停火行为，叙利亚也不愿意承认其秘密核计划。

### 乌克兰
乌克兰于1994年作为无核武器国家加入《不扩散核武器条约》，并承诺从领土上消除所有核武器。英国、美国和俄罗斯承认乌克兰的决定，根据1994年布达佩斯备忘录向乌克兰提供安全保证。
1993年，政治学家约翰·米尔斯海默认为，美国应该鼓励乌克兰保留核威慑力量，以防止俄罗斯的潜在扩张，并减少战争的危险。2014 年俄罗斯入侵后，瑞典国际事务研究所的分析师安德烈亚斯·乌姆兰认为，乌克兰放弃核武库是不明智的，因为俄罗斯违反条约只会产生有限后果，只有核武库才能保证乌克兰的安全以及面对有核国家侵略时的国家主权。然而，哈佛大学肯尼迪学院贝尔弗中心的玛丽安娜·布杰林认为，目前尚不清楚乌克兰的核武库是否能够使其免受俄罗斯的侵略。建立操作控制和维护导弹对乌克兰来说是一项挑战，如果乌克兰拒绝放弃核武，可能会面临制裁。

## 退出条约
条约第十条允许缔约国在“与本条约内容有关的异常事件危及其国家的最高利益”的情况下退出条约，并提前三个月发出通知。缔约国必须在通知中给出退约理由。
北约称，当出现“全面战争”的状态时，该条约将不再适用，这实际上允许相关国家在没有通知的情况下退出该条约。也是支持北约核共享政策的必要论据。北约的论点是基于条约序言中“因此需要尽一切努力避免此类战争的危险”，这是应美国外交官的要求插入的，认为该条约届时将无法履行其宗旨。
朝鲜也因为使用这一条款而引起轩然大波，它仅要求提前三个月通知，并没有规定其它国家质疑退约国对“本国最高利益”的解释。1993年，朝鲜发出退出《不扩散核武器条约》的通知。89天后，朝鲜与美国达成朝美核框架协议，根据框架协议冻结核计划，并“暂停”退出通知。2002年10月，美国指责朝鲜实施秘密铀浓缩计划，违反了框架协议，并根据该协议暂停了燃料油的运输。作为回应，朝鲜驱逐了国际原子能机构（IAEA）视察员，禁用了IAEA设备，并于2003年1月10日宣布将结束之前暂停的《不扩散核武器条约》退出通知。朝鲜表示，只需再提前一天通知即可退出《不扩散核武器条约》。
国际原子能机构理事会拒绝了这一解释。大多数国家认为需要重新发出三个月的退出通知，一些国家质疑朝鲜的通知是否符合条约的“特殊事件”和“最高利益”要求。2005年9月19日第四轮六方会谈结束时发表的联合声明呼吁朝鲜“重返”《不扩散核武器条约》，含蓄地承认其已退出。

## 即将发生的事件
2000年会议的主要成果是以协商一致方式通过了一份全面的《最后文件》，其中包括“系统和渐进努力的实际步骤”，以实施《不扩散核武器条约》的裁军条款。
2005年7月18日，美国总统乔治·W·布什会见了印度总理曼莫汉·辛格，并宣布他将努力改变美国法律和国际规则，以允许美国民用核技术与印度进行贸易。英国专栏作家乔治·蒙比奥特认为，美印核协议，再加上美国试图拒绝伊朗（《不扩散核武器条约》签署国）民用核燃料制造技术，可能会摧毁《不扩散核武器条约》体系。
2010年，人们相信中国与巴基斯坦签署了民用核协议，并声称该协议是“和平的”。
军备控制倡导者批评报道的中巴协议，就像对美印协议的批评一样，声称这两项协议都违反了《不扩散核武器条约》，为非《不扩散核武器条约》缔约国的核计划提供便利。一些报道声称，该协议是中国平衡美国在南亚影响力的战略举措。
根据美国国防部2001年发布的一份报告，中国向巴基斯坦提供了核材料，并为巴基斯坦核武器开发设施的建设提供了关键技术援助，这违反了《核不扩散条约》。
在2005年5月举行的第七次审议大会上，美国希望会议重点关注防核扩散问题，特别是针对伊朗的指控，而大多国家则强调对核大国的核裁军缺乏严肃认真的态度。不结盟运动重申了立场，强调核裁军的必要性。
2010年审查会议于2010年5月在纽约举行，并通过了一份最终文件，其中包括审查会议主席菲律宾大使的总结，以及一致通过的行动计划。2010年的会议普遍被认为是成功的，因为它达成了共识，而2005年的审议大会则以混乱结束，许多人将这一事实归因于美国总统巴拉克·奥巴马对核不扩散和核裁军的承诺。一些人警告说，这一成功引发了不切实际的高期望，可能会导致2015年下一次审议大会的失败。
“2010年核安全峰会”于2010年4月12日至13日举行。峰会由奥巴马总统在布拉格提议，旨在结合《防扩散安全倡议》和《全球打击核倡议》加强《核不扩散条约》恐怖主义。四十七个国家和三个国际组织参加了峰会，峰会发表了公报和工作计划。
2013年6月19日，奥巴马在柏林勃兰登堡门发表重要政策演讲，概述了进一步削减美国核武库弹头数量的计划。据《外交政策》报道，奥巴马提议“在《新削减战略武器条约》已经要求的削减基础上，削减三分之一的战略核弹头，使部署的弹头数量达到约1,000枚”。根据提供给《外交政策》的简报文件，奥巴马正在寻求“与俄罗斯就削减进行谈判，以继续超越冷战时期的核态势”。在同一次演讲中，奥巴马强调了他的政府为隔离来自伊朗和朝鲜的任何核能力所做的努力。他还呼吁美国国会两党重新努力批准《全面禁止核试验条约》，并呼吁各国谈判一项新条约，以停止生产用于核武器的裂变材料。
2014年4月24日，马绍尔群岛宣布在海牙对美国、俄罗斯、英国、法国、中国、印度、巴基斯坦、朝鲜和以色列提起诉讼，寻求执行《不扩散核武器条约》的裁军条款。
《不扩散核武器条约》缔约国2015年审议大会于2015年4月27日至5月22日在联合国召开，由阿尔及利亚大使塔乌斯·费鲁希主持。该条约，特别是第八条第3款，设想每五年审查一次该条约的实施情况，缔约国在1995年《不扩散条约》审议和延期大会和2000年《不扩散条约》审议大会上重申了这一规定。在2015年《不扩散核武器条约》审议大会上，缔约国审查了2010年以来该条约条款的执行情况。虽然进行了深入磋商，但未能就最后文件草案的实质性部分达成一致。
第十次审查会议因COVID-19大流行而推迟两年，于2022年8月1日至26日召开，但未通过最终文件。争议的谈判接近就文本达成共识，但最终俄罗斯阻止了就俄乌战争相关问题达成共识，包括在草案中提及扎波罗热核电站的安全。
2023年6月23日，美国国务院发表声明，美国在开罗主办了五个核武器国家于6月13日至14日举行的会议，并将其描述为“在核问题背景下正在进行的交流”。

## 批评与回应
多年来，《不扩散核武器条约》被许多第三世界国家视为“有核‘富国’为保住核武器，针对‘无核国’的阴谋”。这一论点源于该条约第六条，“核武器国家有义务清理核库存并追求彻底裁军。无核国家没有看到这种情况发生的迹象。”一些人认为，核武器国家没有完全履行《不扩散核武器条约》第六条规定的裁军义务。印度等一些国家批评《不扩散核武器条约》，因为它“歧视1967年1月1日之后拥有核武器的国家”，而伊朗和许多阿拉伯国家则批评以色列没有签署《不扩散核武器条约》。核裁军进展有限令人失望，五个授权核武器国家仍拥有13,400枚弹头（截至2021年2月）。
国际法院在关于以核武器进行威胁或使用核武器合法性的咨询意见中指出，“所有国家都有义务真诚地进行并完成导致核裁军的谈判，其各个方面都受到严格和有效的国际控制”。一些批评者认为，它们没有遵守第六条，没有将核裁军作为国家规划和政策的驱动力，并且它们要求其它国家在无核武器的情况下制定安全计划。
美国对裁军记录的批评回应为：自冷战结束以来，美国已销毁了13000多枚核武器，并销毁了80%以上已部署的战略弹头和90%以上已部署的非战略弹头，在此过程中消除所有类别的弹头和运载系统并减少对核武器的依赖。美国官员还指出了美国正在进行的拆除核弹头的工作。当布什总统下令加速拆除工作完成时，美国的核武库规模还不到冷战结束时的四分之一，而且比起草《不扩散核武器条约》之前都少。
美国还购买了苏联核武器中价值数千件武器的铀，用于转化为反应堆燃料。由于后一项努力，据估计，美国每十个灯泡中就有一个是由冷战期间针对美国及其盟国的弹头中取出的核燃料提供动力的。
美国核不扩散问题特别代表同意，不扩散和裁军是相互联系的，并指出它们可以相辅相成，但不断增加的扩散风险也创造了一个使裁军更加困难的环境。英国、法国和俄罗斯同样捍卫其核裁军记录，五个《不扩散核武器条约》拥核国家于2008年发表联合声明，重申其第六条裁军承诺。
托马斯·里德和丹尼·斯蒂尔曼认为，“《不扩散核武器条约》有一个巨大的漏洞”：第四条赋予每个无核武器国家追求核能发电的“不可剥夺的权利”。“许多高级官员，甚至在联合国内部，都认为他们无能为力阻止国家使用核反应堆生产核武器”。2009年联合国的一份报告指出：
对核电兴趣的复兴可能会导致铀浓缩和乏燃料后处理技术在全世界范围内传播，这些技术存在明显的扩散风险，因为这些技术可以生产可直接用于核武器的裂变材料。
批评者认为，那些拥有核武器但未根据《不扩散核武器条约》获得授权的国家并没有为追求核武器能力付出重大代价。此外，《不扩散核武器条约》已被签署国（特别是美国）达成的一系列双边协议明显削弱。
基于核裁军的缓慢以及军事和安全概念、理论政策中继续依赖核武器的担忧，《禁止核武器条约》于2017年7月获得通过，于2017年9月20日开放供签署，并于2021年1月22日生效，禁止各缔约国开发、试验、生产、储存、部署、转让、使用和威胁使用核武器，以及为这些活动提供援助。它在序言中重申了全面、有效执行《不扩散核武器条约》的重要作用。
2024年9月26日，韩国外交部长趙兌烈在联合国安理会公开辩论中表示，俄罗斯正在利用其作为联合国安理会常任理事国的否决权来破坏国际核不扩散体系。他指的是莫斯科在该年3月份否决联合国安理会关于延长联合国监测朝鲜制裁制度遵守情况的专家组任期的决议。趙兌烈批评称，「令人失望的是，俄罗斯公然违反联合国安理会多项决议，从朝鲜接收武器和弹药，同时利用其否决权破坏国际核不扩散制度」，强烈敦促俄罗斯和朝鲜执行在安理会一致通过的相关决议。